# Hirschkopffisch
Der Hirschkopffisch ist in der Heraldik ein Wappentier und gilt als Fabelwesen. 
Die Darstellung besteht aus der Zusammensetzung aus einem Teil des Wappentieres Hirsch, hier nur der Kopf mit Hals und einem kopflosen Wappentier Fisch. Die Farbgebung wird entsprechend der heraldischen Regel für den Körper in einer Farbe ausgeführt und das Geweih und die Flossen können als Bewehrung anders farbig sein. 
Verschiedene Bezeichnungen werden für das fischgeschwänzte Wesen in der Heraldik akzeptiert. Die Bezeichnungen Seehirsch oder Hirschfisch ist nicht gleichbedeutend mit Hirschkopffisch, denn bei diesen Chimären besteht das Vorderteil aus dem vorderen Hirschteil, also mehr als der Kopf und Hals, und nur dem Fischschwanz. Beiden Wappentieren ist die Seltenheit im Wappen eigen. Dies gilt ebenfalls für den Hirschhund.

Hirschkopffisch im Wappen von Zarasai
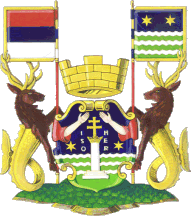
Zwei Hirschfische als Schildhalter im Wappen von Ruma
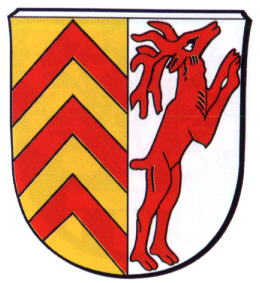
Hirschhund im Wappen von Herbsleben